# Marie-Jeanne du Barry
Marie-Jeanne Du Barry (Vaucouleurs, 19 d'agost de 1743 – París, 8 de desembre de 1793), més coneguda com a Madame Du Barry o comtessa Du Barry, va ser una cortesana francesa, cèlebre per ser l'amant del rei Lluís XV i que va morir guillotinada durant el Regne del Terror a la França revolucionària.

## Naixement com a Marie-Jeanne Bécu
Nascuda com a Marie-Jeanne Bécu, era filla natural d'Anne Bécu, una costurera de gran bellesa, i d'un monjo, Jean Baptiste Gomard de Vaubernier. Degut a l'escàndol que va suposar el naixement de Marie-Jeanne, ella i la seva mare van haver de marxar a París on Anne es va tornar a casar amb Nicolas Ranson de Montrabé, qui va ser qui va fer realment el paper de pare de Marie-Jeannne. Ingressà en un col·legi de París, passant després a completar la seva educació al convent de Sainte Aurée, on va estar nou anys.
Amb tan sols quinze anys va començar a treballar, en qualitat de senyoreta de companyia, a casa de la senyora de Lagardère, d'on sortí al cap de poc de temps per haver-se enamorat d'ella els dos fills de la casa i haver iniciat un romanç amb el senyor de la casa. Això va fer que ni la seva mare ni el seu padrastre es volguessin fer càrrec d'ella. La seva bellesa la va portar a posar com a model de pintors i escultors i va ser al taller d'un d'ells on va conèixer al sastre de la cort, Monsieur Labille, qui li va oferir fer de dependenta al seu comerç de modes on va fer amistat amb la filla del senyor Labille, Adelaïde Labille-Guiard.

## L'aparició de Madame Du Barry

Retrat d'Elisabeth Vigée-Lebrun, 1782, Corcoran Gallery of Art, Washington

Ingressà després en una casa de mala fama regentada per la senyora de Gourdan i que freqüentava assíduament el cavaller Jean Du Barry, membre de la petita noblesa tolosana, home murri, ambiciós i lliurat a la cràpula, que veié en la senyoreta Lange, que era el nom que la cortesana havia adoptat allà, una dona hàbil per ajudar-lo a escalar posicions socials. Aviat va començar a freqüentar la cort i, entre d'altres, va tenir com a amants al mariscal Richelieu, fillol de Lluís XVI i nebot del cardenal, el comte de Fitz-James, el marqués d'Arcambald i el financer Sainte-Foy.
Dona de gran bellesa i amant del luxe i de l'art, segons diu un dels seus biògrafs: “Jeanne de Vaubernier havia nascut cortesana; li encantaven la roba blanca i luxosa, les riques teles, els nous ornaments. La seva debilitat era una desviació del gran sentiment que impulsa a estimar les arts i, en efecte, i bona prova d'això la donà quan assolí, en certa forma, purificar-se, encarregant estàtues, quadres i palaus als artistes més notables del seu temps.”
Jean Du Barry, d'acord amb ella i auxiliat pel duc de Richelieu i per Lebel, projectà fer-la amant del vell monarca, i com per poder-la instal·lar a la cort sorgia la dificultat que no fos casada, salvaren aquest inconvenient fent-la esposa de Guillaume Du Barry, germà de Jean, casant-se l'11 de setembre de 1768 a l'església de Saint Laurent a París.

## L'arribada a la cort

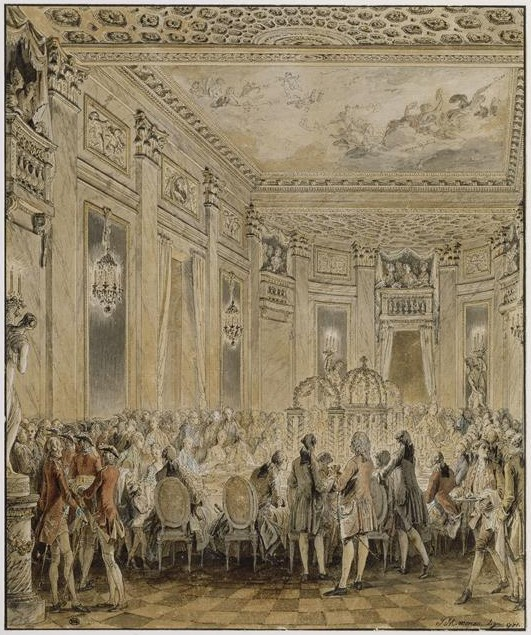
Festa a Louveciennes, el 2 de setembre del 1771, per Jean-Michel Moreau, Musée du Louvre, París

Les relacions que havia tingut amb Du Barry, artistes, literats i gent d'alta cultura contribuïren a refinar les maneres de la nova favorita de Lluís XV, que en ingressar en la cort es presentà com una gran dama, comptant ben aviat amb el suport d'homes com el duc d'Aguillon i el mariscal Richelieu, i fou admesa aviat en el tracte de les filles del monarca.
Escriu un historiador precisant la data de la seva elevació fins al lloc cimer que ocupà: “Finalment, el 22 d'abril del 1769, la senyora de Bearn, vella litigant que tenia tants plets com creditors, es lliurà de tots els seus embolics per la gosadia d'introduir en el saló del rei la que fins llavors no havia ocupat més tron que el del dormitori del monarca a Versalles; aquell mateix dia, la filla d'Anne Bécu rebé en les seves habitacions particulars des del bisbe d'Orleans, fins al príncep de Soubisse, el senyor de Saint-Florentin, els ducs de Trémouille, de Duras, d'Aguillon, d'Agen, de Richelieu, en una paraula, la plana major de la noblesa de França”.
El 28 d'abril del 1769 escrivia Voltaire a la comtessa: "A part, senyora, del respecte general que professo al vostre sexe, el tinc molt particular a totes les persones que envolten el sobirà i a les que ell atorga la seva confiança. En això em sento no menys súbdit fidel que francès galant.- Voltaire, gentilhome del rei.”
Un cop instal·lada ja com a favorita del monarca, Du Barry, com ja havia fet la seva predecessora Madame du Pompadour, va fer de mecenes de diversos artistes com Claude-Nicolas Ledoux, a qui va fer responsable de la construcció de la Salina reial d'Arc-et-Senans a Besançon i de la Ferme générale, o Jean-Honoré Fragonard, qui va decorar un pavelló del castell de Louveciennes i va pintar una sèrie de quadres que el van convertir en el pintor de moda de la cort, per encàrrec de Madame Du Barry.
La Du Barry comptà amb més aduladors que el mateix rei i, per lliurar-se dels atacs del partit del duc de Choiseul, es valgué de l'ajuda de Maupeon, Aiguillon i de l'abat Terray. Una de les seves enemigues més poderoses va ser Maria Antonieta. En morir Lluís XV el 1774, fou desterrada el mateix dia del funeral pel nou rei a Pont-aux-Dames, on va estar onze mesos. Després d'aquest temps se li va prohibir tornar a la cort però se li va permetre retirar-se, primer al seu castell de Corbeil per passar després al palau de Louveciennes, on visqué en companyia del duc de Cossé-Brissac i on formà una nova cort d'aduladors, entre els quals figuraren Franklyn, Cagliostro, l'emperador Josep II, Beaumarchais i un bon nombre d'artistes, entre el 1777 i el 1792.

## Revolució i mort

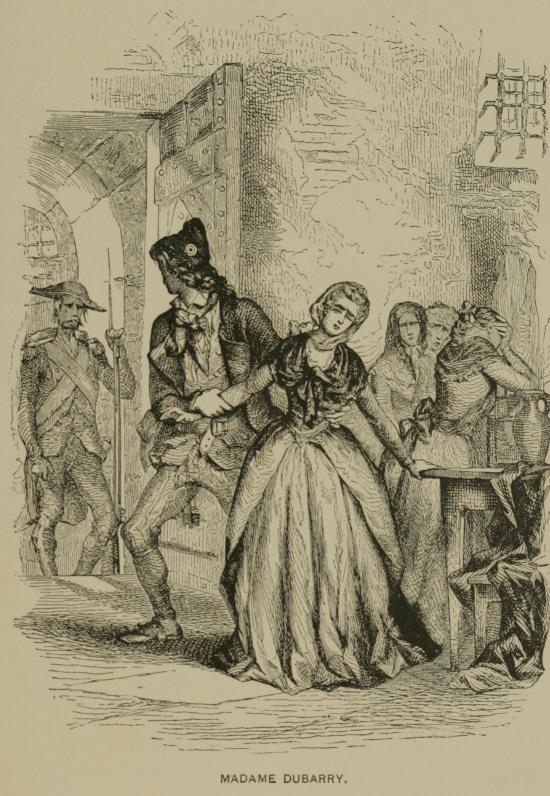
Trasllat cap al patíbul

Quan esclatà la revolució, no renegà de la causa monàrquica i es traslladà a Anglaterra, d'on retornà al cap de poc. Denunciada al tribunal revolucionari, el setembre de 1793 va ser empresonada a la presó de Saint Pélagie i posteriorment, el 7 de desembre va ser guillotinada.
S'ha fet cèlebre la darrera frase que li va dir al botxí que l'anava a guillotinar, després d'una llarga lluita per a deseixir-se dels que la subjectaven: "De grâce, monsieur le bourreau, encore un petit moment".

## Cultura popular
Hi ha diverses pel·lícules inspirades en la vida de Marie-Jeanne:
- Madame Du Barry (1917) dirigida per James Gordon Edwards i protagonitzada per Theda Bara.[3]
- Madame DuBarry (1919) dirigida per Ernst Lubistch i protagonitzada per Pola Negri.[4]
- Du Barry, Woman of Passion (1930) dirigida per Sam Taylor i protagonitzada per Norma Talmadge.[5]
- Madame Du Barry (1934) dirigida per William Dieterle i protagonitzada per Dolores del Rio.[6]
- I Give My Heart (1935) dirigida per Marcel Varnel i protagonitzada per Gitta Alpar.[7]
- Madame Du Barry (1954) dirigida per Christian-Jaque i protagonitzada per Martine Carol.[8]